# Нова Весь-Мала (Кентшинський повіт)
Нова Весь-Мала (пол. Nowa Wieś Mała, нім. Klein Neuendorf) — село в Польщі, у гміні Кентшин Кентшинського повіту Вармінсько-Мазурського воєводства.
Населення — 69 осіб (2011).
У 1975-1998 роках село належало до Ольштинського воєводства.

## Демографія
Демографічна структура станом на 31 березня 2011 року:
|          | Загалом | Допрацездатний вік | Працездатний вік | Постпрацездатний вік |
| -------- | ------- | ------------------ | ---------------- | -------------------- |
| Чоловіки | 34      | 8                  | 23               | 3                    |
| Жінки    | 35      | 11                 | 18               | 6                    |
| Разом    | 69      | 19                 | 41               | 9                    |